# Contea di Geochang
La contea di Geochang (Geochang-gun; 거창군; 居昌郡) è una delle suddivisioni della provincia sudcoreana del Sud Gyeongsang.